# Brian Epstein
(Liverpool, 19 de septiembre de 1934-Londres, 27 de agosto de 1967), fue un emprendedor y magnate británico, conocido principalmente por su rol como representante de la banda de rock The Beatles, puesto que llevó a que fuera nombrado en numerosas veces como el "quinto Beatle". 
Fue incluido en el Salón de la Fama del Rock and Roll en 2014, 28 años después de que lo fuera el grupo.
Además de los Beatles, Epstein también manejó los destinos de otros artistas como, Gerry & The Pacemakers, The Fourmost y Cilla Black.

## Biografía
La familia de Epstein, de origen judío, poseía una tienda de muebles en Liverpool (donde la familia de Paul McCartney había comprado un piano). Brian comenzó los estudios de la Royal Academy of Dramatic Art (RADA) en Londres, donde tuvo compañeros como los actores Susannah York o Peter O'Toole, pero al abandonarlos tras el tercer curso, su padre le dejó a cargo del departamento musical de la tienda recientemente inaugurada North East Music Stores (NEMS) en la calle Great Charlotte. Posteriormente una segunda tienda fue abierta en la calle Whitechapel, y Epstein fue asignado responsable de dicha operación. El 3 de agosto de 1961 Epstein comenzó una colaboración regular con una columna musical en la revista Mersey Beat. 

### Representante de The Beatles
La versión aceptada mayoritariamente sobre su primer encuentro con el grupo musical al que ayudó a convertir en estrellas, indica que Epstein vio por primera vez el nombre de The Beatles en el cartel de un concierto, y pensó que el nombre sonaba "tonto". Cuando después una serie de clientes comenzaron a preguntar por el sencillo que habían grabado con Tony Sheridan en Alemania, y no siendo capaz de encontrarlo a través de ninguno de sus contactos habituales en las compañías discográficas, decidió ir a preguntarle directamente a la banda. Epstein y su empleado Alistair Taylor fueron a verlos actuar al abarrotado pub Cavern Club el 9 de noviembre de 1961, que estaba en la calle a la vuelta de la tienda; se los admitió en el local directamente, sin necesidad de hacer cola, y su llegada fue anunciada a través de los altavoces del local. Epstein recuerda la actuación del grupo esa noche: "Quedé impresionado de manera inmediata por su música, su ritmo y su sentido del humor sobre el escenario. E incluso más tarde cuando los conocí también quedé impresionado por su carisma personal. Y fue en ese mismo instante en donde todo comenzó..." (También reconoció a los miembros del grupo como clientes habituales de la tienda, donde pasaban el tiempo entre los espectáculos ojeando discos).
Esta historia citada puede ser ficticia: Bill Harry (por entonces editor de la revista Mersey Beat) ha asegurado que fue él quien personalmente presentó a Epstein y Lennon. Aunque esta versión está igualmente sin verificar, se debe tener en cuenta que Harry había convencido a Epstein para distribuir la recién nacida revista en su tienda de discos, y esas revistas realmente promocionaban a los Beatles, amigos de Harry. 
En una reunión el 10 de diciembre de 1961 se decidió que Epstein se convirtiera en el representante de la banda, y los miembros firmaron un contrato de cinco años con él en casa de Pete Best el 24 de enero de 1962. Epstein nunca firmó el contrato, dando así la opción a los Beatles de romper la relación en cualquier momento. Asimismo, contactó a su representante anterior, Allan Williams, para confirmar que no le quedaba ningún vínculo con ellos. Williams lo confirmó, pero también advirtió a Epstein de "no manejarles con un remo de lancha".
Aunque hasta entonces no se le conocía por decisiones y tratos de negocio especialmente exitosos, Epstein se convirtió en una de las principales fuerzas detrás de la promoción y éxito inicial del grupo. Cuando Epstein se hizo cargo de la banda, sus componentes llevaban vaqueros y chaquetas de cuero, y sus actuaciones eran básicamente desordenados conciertos de rock and roll. Él les convenció para que llevaran traje sobre el escenario y para que suavizaran sus actuaciones. También les pidió que no fumaran ni comieran sobre el escenario, y les alentó para que ejecutaran su famosa inclinación sincronizada al finalizar sus conciertos. Aunque estos cambios no duraron demasiado, la imagen limpia y decente que proyectaba el grupo (con la única salvedad de sus peinados tipo "casco") ayudó de manera determinante en la aceptación de la banda por parte del público.
Tras ser rechazados por todas y cada una de las principales discográficas de Inglaterra, Epstein finalmente consiguió que la banda firmara por el pequeño sello Parlophone de la discográfica EMI. Epstein acudió a la tienda local HMV para transferir una cinta demo de los Beatles a vinilo. A un técnico de HMV, Jim Foy, le gustó la grabación y remitió a Epstein con George Martin, productor en la Parlophone. Martin accedió a conocer el grupo y planificó una audición. Todos los Beatles pasaron la prueba, excepto el baterista Pete Best, al que Martin decidió sustituir en las grabaciones por un músico de estudio. John Lennon, Paul McCartney y George Harrison pidieron a Epstein que despidiera inmediatamente a Pete, y Ringo Starr tomó su lugar en la formación.
Algunas fuentes atribuyen el interés de Epstein por los Beatles, a sentimientos de este por John Lennon, pero Lennon posteriormente desmintió este punto; una ficción sobre la relación aparece detallada en la película "The Hours and Times".
En octubre de 1964, la autobiografía de Epstein, "A Cellarful of Noise" (Un Desván de Ruido), fue publicada, coescrita con quien posteriormente trabajaría como publicista de los Beatles, el periodista Derek Taylor.
No obstante, a partir de 1965, su papel dentro del grupo se vio afectado debido a algunas malas gestiones en las que el grupo se vio perjudicado económicamente, siendo famoso el affaire "Seltaeb", en el que Epstein perdió una cantidad de dinero considerable.
Cuando el grupo dejó de hacer giras a mediados de 1966, Brian sintió que su papel fue decayendo y eso le provocó depresión. Pensaba que su contrato, que expiraba en septiembre de 1967, no iba a ser renovado.

## Fallecimiento

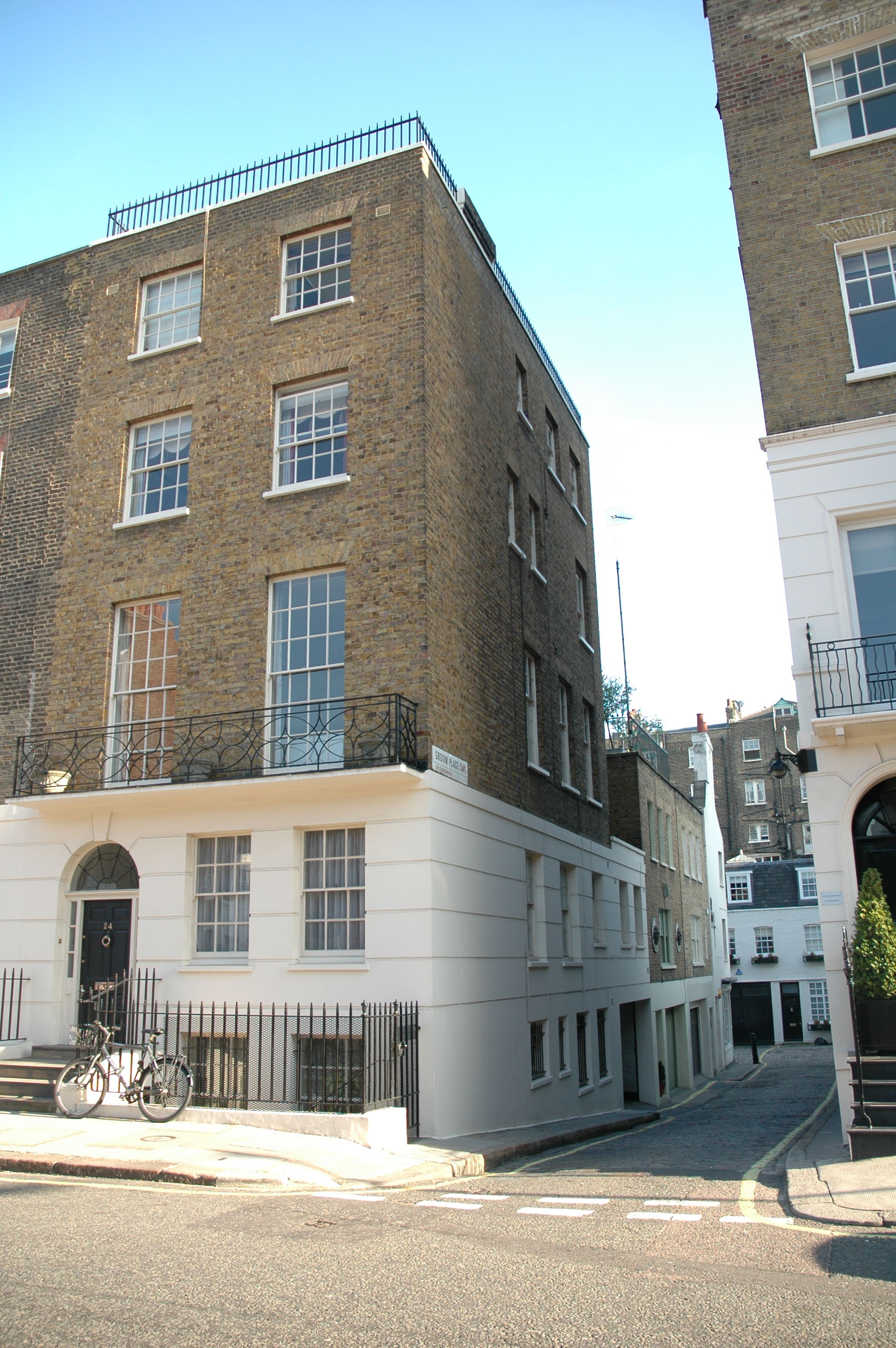
La casa de Brian Epstein.

Epstein murió el 27 de agosto de 1967, un año después de que los Beatles abandonaran las actuaciones en directo y coincidiendo con el fin de semana en el que el grupo conocía en Gales a Maharishi Mahesh Yogi. Su muerte fue oficialmente dictaminada como accidental, causada por una intoxicación gradual con barbitúricos (se hallaron Carbitral o Seconal en su cuerpo, posiblemente mezclados con alcohol). Han existido algunos rumores infundados que afirmaban que Epstein se había suicidado, pero los más cercanos a él siempre han enfatizado que Epstein no era del tipo de persona capaz de cometer un acto así. Además, su madre, Queenie Epstein, acababa de enviudar, lo cual contribuye a la teoría de que Brian nunca habría infligido voluntariamente a su madre este daño adicional tan cerca en el tiempo a la muerte de su marido.
Epstein gestionó todos y cada uno de los aspectos de la carrera de los Beatles, incluso ayudó a fundar la compañía que posteriormente se convertiría en Apple Corps. Tras su muerte, las cosas cambiaron y los asuntos de negocios de la banda empezaron a desmoronarse. Los cuatro músicos tuvieron que implicarse en los negocios, por los que nunca habían mostrado demasiado interés. John Lennon resumió el impacto de la muerte unos años después: "Cuando Brian murió, supe que ahí se acababa todo. Supe que lo habíamos tenido..."
Se pensó en rodar una película sobre su biografía y su paso por The Beatles, que aparecería en 2014, cosa que finalmente no ocurrió sino hasta 2024, nombrada Midas Man.  

## Inclusión en el Salón de la Fama del Rock
Mientras que los Beatles fueron incluidos en el Salón de la Fama del Rock en 1988, Brian Epstein, el hombre que se tiene como uno de los mayores responsables del éxito del grupo, no formó parte del Salón hasta 2014, 47 años después de su muerte. Tampoco fue propuesto para la medalla de la Orden del Imperio Británico, que los Beatles sí recibieron en 1965 de manos de la Reina Isabel II.[cita requerida]
El comediante británico Martin Lewis se erigió como el principal defensor de la memoria de Epstein, creando la Web "Oficial", en la que se incluía una petición electrónica para conseguirle un puesto en el Salón de la Fama, cosa que, finalmente, se consiguió.[cita requerida]